# Pedro Pizarro
Pedro Pizarro (* 1515 in Toledo; † 1587 (?) in Arequipa) war ein spanischer Conquistador. Er ist vor allem bekannt als Augenzeuge und Chronist der Eroberung von Peru.
Pedro Pizarros Eltern, Martín Pizarro und Luisa Méndez, stammten aus Trujillo, dem Heimatort der Pizarro-Brüder, mit denen er verwandt war.
Als Francisco Pizarro 1529/30 in Spanien weilte, schloss er sich diesem an und folgte ihm als Page in die Neue Welt. Er war Augenzeuge der Gefangennahme des Inka in der Schlacht von Cajamarca und überstand die Belagerung von Cuzco.
Bei der späteren Auseinandersetzung zwischen den Conquistadoren stand er auf Seiten seiner Familie und kämpfte in der Schlacht von Las Salinas (1538) gegen die Anhänger Almagros. Bei der Rebellion des Gonzalo Pizarro stellte er sich jedoch auf die Seite der Krone und wäre beinahe von Gonzalo Pizarro hingerichtet worden. An der Schlacht von Jaquijahuana (1548) nahm er auf Seiten des Königs teil.
Im Jahre 1555 ließ er sich in Arequipa nieder. Dort schrieb er seine Chronik der Eroberung Perus, die Relación del descubrimiento y conquista de los reinos del Perú, die er 1571 vollendete. Im Jahr 1587, nach anderen Quellen 1602, starb er. Er hatte zehn Kinder aus seiner Ehe mit María Cornejo de Simancas sowie eine uneheliche Tochter.